# Bernie Fryer
Bernie W. Fryer (Bellingham, Washington, 25 de diciembre de 1949) es un exjugador y exárbitro de baloncesto estadounidense que disputó como jugador 2 temporadas entre la NBA y la ABA. Tras retirarse se convirtió en árbitro, permaneciendo en la NBA entre 1978 y 2007. Desde 2008 ejerce como vicepresidente y director de los árbitros de la NBA.

## Trayectoria deportiva

### Universidad
Jugó durante 2 temporadas con los Cougars de la Universidad Brigham Young, donde coincidió con un futuro miembro del Basketball Hall of Fame, Krešimir Ćosić, logrando ser elegido en ambas ocasiones, en 1971 y 1972 en el mejor quinteto de la Mountain West Conference, tras promediar a lo largo de su corta carrera universitaria 18,7 puntos, con un 46% de tiros de campo.

### Profesional
Fue elegido en la séptima ronda del Draft de la NBA de 1972, en el puesto 109, por Phoenix Suns, equipo con el que no llegó a jugar, fichando al año siguiente por Portland Trail Blazers, promediando en su año del debut 7,0 puntos y 3,5 asistencias por partido, siendo elegido en el segundo mejor quinteto de rookies.
Al año siguiente ficha por los Spirits of St. Louis de la liga rival ABA, donde tan solo disputa 9 partidos, promediando  7,8 puntos, 2,9 asistencias y 2,4 rebotes, tras lo cual regresa a la NBA, siendo fichado por New Orleans Jazz, donde jugaría sus últimos 31 partidos como profesional. En el total de su carrera como jugador promedió 6,3 puntos y 3,0 asistencias por encuentro.

## Estadísticas de su carrera en la NBA

### Temporada regular
| Temporada | Edad | Equipo                 | Liga  | P   | TIT | MIN  | TC  | TCA | %TC  | 3P  | 3PA | %3P  | TL  | TLA | %TL  | R.OF. | R.DEF. | REB | ASIS | ROB | TAP | PER | FP  | PTS |
| 1973-74   | 24   | Portland Trail Blazers | NBA   | 80  |     | 20.9 | 2.8 | 6.1 | .460 |     |     |      | 1.3 | 1.7 | .793 | 0.8   | 1.2    | 2.0 | 3.5  | 1.2 | 0.1 |     | 2.3 | 7.0 |
| 1974-75   | 25   | TOTAL                  | TOTAL | 40  |     | 17.4 | 1.8 | 4.4 | .408 | 0.0 | 0.0 | .000 | 1.4 | 1.8 | .775 | 0.5   | 1.2    | 1.7 | 1.9  | 0.7 | 0.0 | 0.4 | 2.1 | 4.9 |
| 1974-75   | 25   | Spirits of St. Louis   | ABA   | 9   |     | 29.3 | 2.7 | 7.6 | .353 | 0.0 | 0.1 | .000 | 2.4 | 3.1 | .786 | 0.6   | 1.9    | 2.4 | 2.8  | 0.7 | 0.0 | 1.9 | 3.1 | 7.8 |
| 1974-75   | 25   | New Orleans Jazz       | NBA   | 31  |     | 13.9 | 1.5 | 3.4 | .443 |     |     |      | 1.1 | 1.4 | .767 | 0.5   | 1.0    | 1.5 | 1.7  | 0.7 | 0.0 |     | 1.7 | 4.1 |
| Total     |      |                        | TOTAL | 120 |     | 19.8 | 2.5 | 5.5 | .447 | 0.0 | 0.1 | .000 | 1.4 | 1.7 | .786 | 0.7   | 1.2    | 1.9 | 3.0  | 1.0 | 0.1 | 1.9 | 2.2 | 6.3 |
|           |      |                        | NBA   | 111 |     | 19.0 | 2.5 | 5.4 | .457 |     |     |      | 1.3 | 1.6 | .787 | 0.7   | 1.2    | 1.8 | 3.0  | 1.0 | 0.1 |     | 2.2 | 6.2 |
|           |      |                        | ABA   | 9   |     | 29.3 | 2.7 | 7.6 | .353 | 0.0 | 0.1 | .000 | 2.4 | 3.1 | .786 | 0.6   | 1.9    | 2.4 | 2.8  | 0.7 | 0.0 | 1.9 | 3.1 | 7.8 |

### Árbitro
Tras retirarse como jugador, Fryer comenzó en 1978 una larga carrera como árbitro profesional, siendo uno de los tres únicos exjugadores (los otros dos son Leon Wood y Haywoode Workman) en dirigir partidos. A lo largo de sus 20 temporadas como juez, ha pitado en 1.696 partidos de temporada regular, 157 partidos de Playoff y  12 partidos de finales. Arbitró también en el All-Star Game de la NBA 1998.
Durante un partido de los Playoffs de 2002 entre Charlotte Hornets y Orlando Magic, Fryer anuló una canasta al jugador Baron Davis, quien recibió el balón a falta de 7 décimas de segundo por jugar y logró anotar antes de que sonase la bocina. Esta jugada hizo que el comisionado de la NBA, David Stern, se planteara el uso de la repetición instantánea en vídeo de las jugadas a pie de pista.
Su último partido arbitrado fue el 3º de las Finales de 2007 entre San Antonio Spurs y Cleveland Cavaliers, tras el cual se retiraría definitivamente. Pero no dejó el mundo del arbitraje, ya que desde 2008 es el vicepresidente y director de los árbitros de la NBA.